# Kaiserpokal 2016
Der Kaiserpokal 2016 war die 96. Austragung des Kaiserpokals, des höchsten japanischen Fußballpokalwettbewerbs. Er begann am 27. August 2016 mit den Spielen der 1. Runde und endete traditionell am Neujahrstag des folgenden Jahres mit dem Finale, welches aufgrund des Neubaus des Olympiastadions Tokio im Suita City Football Stadium ausgetragen wurde. Der Wettbewerb wurde von Kashima Antlers gewonnen, die sich damit nach dem Gewinn der J1 League 2016 das Double sicherten.

## Terminplan
Der Terminplan wurde am 27. Juni 2016 veröffentlicht.
Die Mannschaften auf den Plätzen 5 bis 15 der J1 League 2015 sowie der Meister der J2 League 2015 stiegen in der 2. Runde in den Wettbewerb ein; die besten vier Mannschaften der J1 League stießen im Achtelfinale hinzu.
| Runde         | Datum                | Anzahl der Teilnehmer |
| ------------- | -------------------- | --------------------- |
| 1. Runde      | 27./28. August 2016  | 72 → 36               |
| 2. Runde      | 3./7. September 2016 | 48 → 24               |
| 3. Runde      | 22. September 2016   | 24 → 12               |
| Achtelfinale  | 12. November 2016    | 16 → 8                |
| Viertelfinale | 24. Dezember 2016    | 8 → 4                 |
| Halbfinale    | 29. Dezember 2016    | 4 → 2                 |
| Finale        | 1. Januar 2017       | 2 → 1                 |

Bemerkungen
1. ↑  Die Viertelfinalisten des J. League Cup 2016, die sich über die Gruppenphase qualifiziert haben, spielen am 7. September 2016.
2. ↑  Spiele mit Beteiligung von Vereinen aus der J2 oder der J3 werden auf den 9. November 2016 verschoben.

## Teilnehmer
Insgesamt nehmen 88 Mannschaften am Wettbewerb teil. Neben den achtzehn Vereinen der J1 League 2016 und den 22 Teams der J2 League 2016 qualifizieren sich auch die Pokalsieger der 47 Präfekturen Japans sowie die Gewinner der Universitätsmeisterschaft 2015. Dies ist eine Änderung zum Vorjahr, als anstelle der Universitätschampions der Vorrundensieger der Japan Football League das Teilnehmerfeld komplettierte.
| J1 League 2016 | J2 League 2016 | Präfektur-Pokalsieger 2016/Universitätsmeister 2015 | Präfektur-Pokalsieger 2016/Universitätsmeister 2015 |
| - Albirex Niigata - Avispa Fukuoka - Gamba Osaka - Júbilo Iwata - Kashima Antlers - Kashiwa Reysol - Kawasaki Frontale - Nagoya Grampus - Ōmiya Ardija - Sagan Tosu - Sanfrecce Hiroshima - Shonan Bellmare - FC Tokyo - Urawa Red Diamonds - Vegalta Sendai - Ventforet Kofu - Vissel Kōbe - Yokohama F. Marinos | - Cerezo Osaka - Consadole Sapporo - Ehime FC - Fagiano Okayama - FC Gifu - Giravanz Kitakyūshū - JEF United Ichihara Chiba - Kamatamare Sanuki - Kyōto Sanga - FC Machida Zelvia - Matsumoto Yamaga FC - Mito Hollyhock - Montedio Yamagata - Renofa Yamaguchi FC - Roasso Kumamoto - Shimizu S-Pulse - Thespakusatsu Gunma - Tokushima Vortis - Tokyo Verdy - V-Varen Nagasaki - Yokohama FC - Zweigen Kanazawa | - Hokkaidō: Hokkaidō University FC - Aomori: Vanraure Hachinohe - Iwate: Grulla Morioka - Miyagi: Sony Sendai FC - Akita: Blaublitz Akita - Yamagata: Yamagata University FC - Fukushima: Fukushima United FC - Ibaraki: Tsukuba University FC - Tochigi: Tochigi Uva FC - Gunma: Thespakusatsu Challengers - Saitama: Tokyo International University FC - Chiba: VONDS Ichihara - Tokio: Waseda University FC - Kanagawa: Universität Kanagawa - Yamanashi: Yamanashi Gakuin University Orions - Nagano: AC Nagano Parceiro - Niigata: Niigata University of Health and Welfare FC - Toyama: Kataller Toyama - Ishikawa: Hokuriku University FC - Fukui: Saurcos Fukui - Shizuoka: Honda FC - Aichi: Tokai Gakuen University FC - Mie: Suzuka Unlimited FC - Gifu: FC Gifu Second | - Shiga: Mio Biwako Shiga - Kyōto: Sangyō University Kyōto FC - Osaka: Kansai University FC - Hyōgo: Banditonce Kakogawa - Nara: Nara Club - Wakayama: Arterivo Wakayama - Tottori: Gainare Tottori - Shimane: Matsue City - Okayama: Fagiano Okayama Next - Hiroshima: SRC Hiroshima - Yamaguchi: Tokuyama University FC - Kagawa: R.Velho Takamatsu - Tokushima: FC Tokushima Celeste - Ehime: FC Imabari - Kōchi: Kōchi United SC - Fukuoka: Fukuoka University FC - Saga: FC Tosu - Nagasaki: MD Nagasaki - Kumamoto: Tōkai University Kumamoto FC - Ōita: Ōita Trinita - Miyazaki: Honda Lock SC - Kagoshima: Kagoshima United FC - Okinawa: FC Ryūkyū - Universitätsmeister 2015: Kwansei Gakuin University FC |

## Spielplan und Ergebnisse
Die Spiele der ersten bis dritten Runde wurden am 27. Juni veröffentlicht.

### 1. Runde
Alle Zeiten in UTC+9 angegeben
| Datum                  |                            | Ergebnis                         |                                             |
| ---------------------- | -------------------------- | -------------------------------- | ------------------------------------------- |
| 27. August 2016, 13:00 | Consadole Sapporo          | 3:0 (1:0)                        | Tsukuba University FC                       |
| 27. August 2016, 13:00 | Mio Biwako Shiga           | 1:3 (0:1)                        | Kwansei Gakuin University FC                |
| 27. August 2016, 13:00 | Nara Club                  | 2:0 (2:0)                        | Sangyō University Kyōto FC                  |
| 27. August 2016, 13:00 | FC Gifu                    | 1:2 n. V. (1:1, 1:1)             | Honda FC                                    |
| 27. August 2016, 13:00 | Blaublitz Akita            | 2:0 (1:0)                        | Vanraure Hachinohe                          |
| 27. August 2016, 15:00 | Matsue City                | 1:4 (1:2)                        | Fagiano Okayama                             |
| 27. August 2016, 15:00 | Thespakusatsu Gunma        | 1:0 (0:0)                        | Sony Sendai FC                              |
| 27. August 2016, 15:00 | Fukushima United FC        | 4:1 (1:1)                        | Thespakusatsu Challengers                   |
| 27. August 2016, 16:00 | Tōkai Gakuen University FC | 1:2 n. V. (1:1, 1:0)             | Suzuka Unlimited                            |
| 27. August 2016, 16:00 | SRC Hiroshima              | 0:4 (0:2)                        | Ehime FC                                    |
| 27. August 2016, 17:00 | Kataller Toyama            | 1:0 (0:0)                        | Niigata University of Health and Welfare FC |
| 27. August 2016, 17:00 | Tochigi Uva FC             | 1:1 n. V. (0:0, 0:0) (3:4 i. E.) | Yamanashi Gakuin University Orions          |
| 27. August 2016, 17:00 | Giravanz Kitakyūshū        | 1:0 (0:0)                        | Fukuoka University FC                       |
| 27. August 2016, 17:00 | AC Nagano Parceiro         | 5:0 (1:0)                        | Hokuriku University FC                      |
| 27. August 2016, 18:00 | Gainare Tottori            | 5:0 (2:0)                        | Fagiano Okayama Next                        |
| 27. August 2016, 18:00 | FC Machida Zelvia          | 0:1 (0:0)                        | Kanagawa University FC                      |
| 27. August 2016, 18:00 | Tokushima Vortis           | 6:0 (2:0)                        | FC Tokushima Celeste                        |
| 27. August 2016, 18:00 | Ōita Trinita               | 3:0 (0:0)                        | MD Nagasaki                                 |
| 27. August 2016, 18:00 | Mito Hollyhock             | 1:0 (0:0)                        | Tokyo International University FC           |
| 27. August 2016, 18:00 | Montedio Yamagata          | 2:1 n. V. (1:1, 1:0)             | Arterivo Wakayama                           |
| 27. August 2016, 18:00 | Renofa Yamaguchi FC        | 4:0 (2:0)                        | Tōkai University Kumamoto FC                |
| 27. August 2016, 18:00 | Tokyo Verdy                | 2:1 (1:0)                        | VONDS Ichihara                              |
| 27. August 2016, 18:00 | JEF United Ichihara Chiba  | 5:0 (1:0)                        | Hokkaidō University FC                      |
| 27. August 2016, 18:30 | V-Varen Nagasaki           | 2:1 (1:1)                        | Kōchi United SC                             |
| 27. August 2016, 19:00 | Shimizu S-Pulse            | 2:1 (1:0)                        | Kansai University FC                        |
| 27. August 2016, 19:30 | FC Ryūkyū                  | 1:0 (0:0)                        | Honda Lock SC                               |
| 28. August 2016, 13:00 | Grulla Morioka             | 4:0 (2:0)                        | Waseda University FC                        |
| 28. August 2016, 16:00 | Avispa Fukuoka             | 7:2 (2:2)                        | Kagoshima United FC                         |
| 28. August 2016, 16:00 | Kamatamare Sanuki          | 1:0 (0:0)                        | FC Imabari                                  |
| 28. August 2016, 16:00 | Zweigen Kanazawa           | 4:1 (2:0)                        | Saurcos Fukui                               |
| 28. August 2016, 18:00 | Júbilo Iwata               | 7:0 (5:0)                        | FC Gifu Second                              |
| 28. August 2016, 18:00 | Yokohama FC                | 5:0 (2:0)                        | Yamagata University FC                      |
| 28. August 2016, 18:00 | Matsumoto Yamaga FC        | 6:0 (4:0)                        | Tokuyama University FC                      |
| 28. August 2016, 18:00 | Kyōto Sanga                | 4:0 (2:0)                        | Banditonce Kakogawa                         |
| 28. August 2016, 19:00 | Roasso Kumamoto            | 2:1 (1:0)                        | FC Tosu                                     |
| 28. August 2016, 19:00 | Cerezo Osaka               | 10:0 (3:0)                       | R.Velho Takamatsu                           |

### 2. Runde
Alle Zeiten in UTC+9 angegeben
| Datum                    |                           | Ergebnis                         |                                    |
| ------------------------ | ------------------------- | -------------------------------- | ---------------------------------- |
| 3. September 2016, 13:00 | Consadole Sapporo         | 1:2 (0:1)                        | Fagiano Okayama                    |
| 3. September 2016, 15:00 | Ventforet Kofu            | 0:0 n. V. (6:7 i. E.)            | Ōita Trinita                       |
| 3. September 2016, 15:00 | Kamatamare Sanuki         | 0:2 (0:0)                        | Ehime FC                           |
| 3. September 2016, 16:00 | Albirex Niigata           | 5:3 n. V. (3:3, 1:2)             | Kwansei Gakuin University FC       |
| 3. September 2016, 16:00 | Matsumoto Yamaga FC       | 1:2 (1:1)                        | Honda FC                           |
| 3. September 2016, 18:00 | Júbilo Iwata              | 2:0 (1:0)                        | Kanagawa University FC             |
| 3. September 2016, 18:00 | Tokushima Vortis          | 2:0 (0:0)                        | Giravanz Kitakyūshū                |
| 3. September 2016, 18:00 | Nagoya Grampus            | 0:1 (0:0)                        | AC Nagano Parceiro                 |
| 3. September 2016, 18:00 | Montedio Yamagata         | 5:0 (3:0)                        | Thespakusatsu Gunma                |
| 3. September 2016, 18:00 | Kashiwa Reysol            | 5:2 (0:0)                        | Nara Club                          |
| 3. September 2016, 18:00 | JEF United Ichihara Chiba | 2:0 (0:0)                        | Zweigen Kanazawa                   |
| 3. September 2016, 18:30 | V-Varen Nagasaki          | 1:2 n. V. (1:1, 0:1)             | Yokohama FC                        |
| 3. September 2016, 18:30 | Kashima Antlers           | 3:0 (2:0)                        | Kataller Toyama                    |
| 3. September 2016, 19:00 | Shonan Bellmare           | 6:0 (3:0)                        | Yamanashi Gakuin University Orions |
| 3. September 2016, 19:00 | Shimizu S-Pulse           | 3:0 (2:0)                        | Mito HollyHock                     |
| 3. September 2016, 19:00 | Roasso Kumamoto           | 1:5 (1:2)                        | Tokyo Verdy                        |
| 3. September 2016, 19:00 | Vegalta Sendai            | 2:5 (1:3)                        | Grulla Morioka                     |
| 3. September 2016, 19:00 | Kawasaki Frontale         | 3:1 (0:1)                        | Blaublitz Akita                    |
| 3. September 2016, 19:00 | Sagan Tosu                | 3:1 (2:0)                        | FC Ryūkyū                          |
| 3. September 2016, 19:00 | Cerezo Osaka              | 2:1 n. V. (1:1, 1:1)             | Kyōto Sanga                        |
| 7. September 2016, 19:00 | Ōmiya Ardija              | 1:0 (0:0)                        | Gainare Tottori                    |
| 7. September 2016, 19:00 | Vissel Kōbe               | 7:1 (3:0)                        | Suzuka Unlimited FC                |
| 7. September 2016, 19:00 | Avispa Fukuoka            | 2:2 n. V. (1:1, 0:0) (2:4 i. E.) | Renofa Yamaguchi FC                |
| 7. September 2016, 19:00 | Yokohama F. Marinos       | 2:0 n. V.                        | Fukushima United FC                |

### 3. Runde
Alle Zeiten in UTC+9 angegeben
| Datum                     |                     | Ergebnis                         |                           |
| ------------------------- | ------------------- | -------------------------------- | ------------------------- |
| 22. September 2016, 13:00 | Grulla Morioka      | 1:2 (0:1)                        | Honda FC                  |
| 22. September 2016, 14:00 | Albirex Niigata     | 1:0 (0:0)                        | Renofa Yamaguchi FC       |
| 22. September 2016, 15:00 | Ōita Trinita        | 0:1 (0:0)                        | Shimizu S-Pulse           |
| 22. September 2016, 15:00 | Kashima Antlers     | 2:1 (0:1)                        | Fagiano Okayama           |
| 22. September 2016, 15:00 | Vissel Kōbe         | 3:3 n. V. (3:3, 2:0) (5:3 i. E.) | Montedio Yamagata         |
| 22. September 2016, 16:00 | Ōmiya Ardija        | 5:0 (2:0)                        | Júbilo Iwata              |
| 22. September 2016, 16:00 | Yokohama F. Marinos | 4:0 (1:0)                        | Tokyo Verdy               |
| 22. September 2016, 18:00 | Kawasaki Frontale   | 4:1 n. V. (1:1, 1:0)             | JEF United Ichihara Chiba |
| 22. September 2016, 19:00 | Shonan Bellmare     | 4:0 (2:0)                        | Tokushima Vortis          |
| 22. September 2016, 19:00 | AC Nagano Parceiro  | 2:3 n. V. (2:2, 1:0)             | Yokohama FC               |
| 22. September 2016, 19:00 | Kashiwa Reysol      | 1:0 n. V.                        | Ehime FC                  |
| 22. September 2016, 19:00 | Sagan Tosu          | 2:0 (1:0)                        | Cerezo Osaka              |

### Achtelfinale
Die vier Teilnehmer der AFC Champions League 2016, Gamba Osaka, Sanfrecce Hiroshima, FC Tokyo und Urawa Red Diamonds, steigen in dieser Runde neu ein. Begegnungen unter Beteiligung von Honda FC, Shimizu S-Pulse und Yokohama FC werden am 9. November 2016 ausgetragen, die übrigen Spiele sind für den 12. November 2016 terminiert. Die Auslosung der Begegnungen der Runde sowie des verbleibenden Turnierbaumes erfolgte am 4. Oktober 2016.
Alle Zeiten in UTC+9 angegeben
| Datum                    |                     | Ergebnis                         |                     |
| ------------------------ | ------------------- | -------------------------------- | ------------------- |
| 9. November 2016, 19:00  | Gamba Osaka         | 1:0 n. V.                        | Shimizu S-Pulse     |
| 9. November 2016, 19:00  | Ōmiya Ardija        | 1:0 (0:0)                        | Yokohama FC         |
| 9. November 2016, 19:00  | FC Tokyo            | 2:1 (0:1)                        | Honda FC            |
| 12. November 2016, 13:00 | Kashiwa Reysol      | 1:3 (1:0)                        | Shonan Bellmare     |
| 12. November 2016, 14:00 | Kashima Antlers     | 2:1 (1:0)                        | Vissel Kōbe         |
| 12. November 2016, 15:00 | Yokohama F. Marinos | 1:0 (0:0)                        | Albirex Niigata     |
| 12. November 2016, 15:00 | Sagan Tosu          | 0:3 (0:2)                        | Sanfrecce Hiroshima |
| 12. November 2016, 19:00 | Kawasaki Frontale   | 3:3 n. V. (2:2, 0:0) (4:1 i. E.) | Urawa Red Diamonds  |

### Viertelfinale
Die genauen Zeiten und Orte für die Begegnungen vom Viertelfinale bis zum Finale wurden am 17. November 2016 bekanntgegeben. Alle Viertelfinals fanden in den Stadien der jeweiligen Heimvereine statt.
Alle Zeiten in UTC+9 angegeben
| Datum                    |                     | Ergebnis             |                     |
| ------------------------ | ------------------- | -------------------- | ------------------- |
| 24. Dezember 2016, 13:00 | Yokohama F. Marinos | 2:1 (0:0)            | Gamba Osaka         |
| 24. Dezember 2016, 13:00 | Kashima Antlers     | 1:0 (0:0)            | Sanfrecce Hiroshima |
| 24. Dezember 2016, 16:00 | Ōmiya Ardija        | 4:2 n. V. (1:1, 1:0) | Shonan Bellmare     |
| 24. Dezember 2016, 16:00 | FC Tokyo            | 1:2 (0:2)            | Kawasaki Frontale   |

### Halbfinale
Die frühe Begegnung wurde im Yanmar Stadium Nagai in Osaka ausgetragen, das späte Spiel fand im Nissan Stadium in Yokohama statt.
Alle Zeiten in UTC+9 angegeben
| Datum                    |                     | Ergebnis  |                   |
| ------------------------ | ------------------- | --------- | ----------------- |
| 29. Dezember 2016, 13:05 | Yokohama F. Marinos | 0:2 (0:1) | Kashima Antlers   |
| 29. Dezember 2016, 15:05 | Ōmiya Ardija        | 0:1 (0:0) | Kawasaki Frontale |

### Finale
Das Finale wurde am 1. Januar 2017 ausgetragen. Da die traditionelle Final-Austragungsstätte, das Olympiastadion Tokio, aufgrund eines Neubaus am gleichen Ort nicht zur Verfügung stand, wurde das Spiel in das Suita City Football Stadium vergeben.
| Paarung           | Kashima Antlers – Kawasaki Frontale |
| Ergebnis          | 2:1 n. V. (1:1, 1:0) |
| Datum             | 1. Januar 2017 |
| Stadion           | Suita City Football Stadium, Suita, Präfektur Osaka |
| Zuschauer         | 34.166 |
| Schiedsrichter    | Hajime Matsuo |
| Tore              | 1:0 Shūto Yamamoto (42.), 1:1 Yū Kobayashi (53.), 2:1 Fabricio (94.) |
| Kashima Antlers   | Hitoshi Sogahata – Daigo Nishi, Naomichi Ueda, Gen Shōji, Shūto Yamamoto (46. Hwang Seok-ho) – Ryōta Nagaki, Mitsuo Ogasawara (88. Fabricio), Yasushi Endō, Gaku Shibasaki – Shōma Doi, Shūhei Akasaki (67. Yūma Suzuki) Cheftrainer: Masatada Ishii              |
| Kawasaki Frontale | Jung Sung-ryong – Yūsuke Tasaka (98. Kentarō Moriya), Shōgo Taniguchi, Eduardo, Shintarō Kurumaya – Ryōta Ōshima (106. Takayuki Morimoto), Kengo Nakamura, Elsinho, Kyōhei Noborizato (46. Kōji Miyoshi) – Yū Kobayashi, Yoshito Ōkubo Cheftrainer: Yahiro Kazama |
| Gelbe Karten      | Mitsuo Ogasawara, Hwang Seok-ho – Shintarō Kurumaya, Eduardo |